# まっしろ白鳥
「まっしろ白鳥」（まっしろはくちょう、独: Fitchers Vogel、KHM 46）はグリム童話のひとつ。「フィッチャーの鳥」や「水かき水鳥」とも呼ばれる。「青ひげ」「人ごろし城」「強盗のおむこさん」と内容が酷似している。

## あらすじ
三人姉妹の家に魔法使いが物乞いに変装して、年上の姉からひとりずつ魔法を使ってさらっていく。二人の姉が行方不明となり、とうとう末娘も魔法使いに誘拐されてしまう。
ところが誘拐されたところは豪華な屋敷で、末娘は魔法使いから「約束さえ守れば、結婚して何不自由ない生活を保証しよう」と言われた。ある日、魔法使いが「数日間、留守にするが、どの部屋の鍵も自由に開けて見てかまわないが、ある一室だけは絶対開けてはならないこと、渡した卵を割らずに持っておくこと」を言い渡して出かけた。
末娘が好奇心にかられて、入室禁止の部屋を開けて入ってみると、そこは大きなたらいの中に姉たちや他の女性の体がバラバラにされて浮かんでいた。末娘は急いで姉たちの体をくっつけて生き返らせる。姉たちは同じように魔法使いと約束して、この部屋に入って驚きのあまり、卵をたらいに落として血の染みがついてしまった。あらゆることを試してみても、卵についた血は消えない。やがて魔法使いが帰ってきて、卵の血を見て約束を破ったことを知り、殺されてしまった。しかし末娘だけは卵をきちんとしまってから、例の部屋に入ったので卵を血で汚さずにすんだ。
帰宅した魔法使いは末娘が差し出した汚れなき卵を見て満足してプロポーズする。末娘は承諾する代わりに実家に金貨をかごいっぱい持って休まずに運んでいくように頼み、かごの中に姉たちを隠して魔法使いに背負わせる。
かごが余りに重くて魔法使いが休もうとすると、姉たちがかごの中から「見えてますよ。休んじゃだめじゃないですか」とささやく。てっきり末娘と思った魔法使いは驚きながらも休まずに家に金貨を届ける。
その間、末娘は魔法使いの知り合いに結婚式の招待状を送り、生首に化粧させて窓際に置き、蜂蜜の入った樽に入り込み、羽根布団を裂いてそこに転がって羽を体中にくっつけて変装して、屋敷を出て行く。その途中で招待した魔法使いや魔法使い本人に出会うも、誰もその変装を見破れず、窓際に置かれた生首を花嫁だと言われて納得して屋敷に入っていく。
魔法使いとその知り合いが屋敷に入ったところで、人々がやってきて鍵をかけて屋敷ごと燃やしてしまった。

## 解釈
- 入室禁止の約束は結婚まで処女を守り抜くことであり、卵についた血のしみは婚前に他の男性とのセックスで処女喪失したことを暗示しているという解釈あり。
- ベースとなる民話が広まっていた中世の時代は、セックスに関してあらゆる階層でおおらかであったが、グリムが登場した近代では、まったく逆となっていた時代であったことや、兄のヤーコプが独身で恋愛にまったく縁がなかったこともあり、版が新たになるごとにセックスを連想させる文章をことごとく削除していくが、セックスを暗示するような文章まで削除しきれなかった。